# Saison 1 de Star Trek : La Nouvelle Génération
Chronologie
Saison 3 de
Star Trek Saison 2 de
Star Trek : La Nouvelle Génération
Cette page présente les épisodes de la saison 1 de la série télévisée Star Trek : La Nouvelle Génération.

## Distribution
- Patrick Stewart (VF : Alain Choquet) : capitaine Jean-Luc Picard
- Jonathan Frakes (VF : Bernard Bollet) : commandeur William T. Riker
- Brent Spiner (VF : Jean-Pol Brissart) : lieutenant-commandeur Data
- LeVar Burton (VF : Gérard Malabat) : lieutenant-commandeur Geordi La Forge
- Michael Dorn (VF : Michel Blin) : lieutenant Worf
- Gates McFadden (VF : Valérie Jeannet) : Dr Beverly Crusher
- Marina Sirtis (VF : Anne Plumet) : conseiller Deanna Troi
- Colm Meaney (VF : Jean-Pierre Rigaux) : chef Miles O'Brien
- Denise Crosby (VF : Laurence Dourlens) : lieutenant Tasha Yar
- Wil Wheaton (VF : Nicolas Grossetête) : enseigne Wesley Crusher

## Liste des épisodes

### Épisode 1:Rendez-vous à Farpoint
- États-Unis : 28 septembre 1987 en syndication
- France : 10 décembre 1996 sur Canal Jimmy

- Michael Bell : Zorn
- DeForest Kelley : amiral Leonard McCoy
- Cary-Hiroyuki Tagawa : Mandarin Bayliff
- Jimmy Ortega : Torres
- John de Lancie : Q

### Épisode 2:L'Enterprise en folie
- États-Unis : 5 octobre 1987

### Épisode 3:Le Code de l'honneur
- États-Unis : 12 octobre 1987 en syndication

### Épisode 4:Le Dernier Avant-poste
- États-Unis : 19 octobre 1987 en syndication

- Jake Dengel : Mordoc[n 3]
- Mike Gomez : Tarr
- Darryl Henriques (en) : Portal
- Armin Shimerman : Letek
- Tracy Walter : Kayron

### Épisode 5:Où l'homme surpasse l'homme
- États-Unis : 26 octobre 1987 en syndication

### Épisode 6:Le Solitaire
Titre originalLonely Among Us
Numéro6 (1–6)
Scénariste(s)D.C. Fontana
Réalisateur(s)Cliff Bole
Diffusion(s)
- États-Unis : 2 novembre 1987

Date stellaire41249.3
RésuméL'Entreprise D est chargé d'une mission diplomatique pour réconcilier les planètes Antica et Selay du système Beta Renner, avant qu'elles puissent entrer dans la Fédération.
Anecdote
C'est dans cet épisode que, grâce à Picard, Data se passionne pour les enquêtes de Sherlock Holmes de Sir Arthur Conan Doyle
Le règlement sur un vaisseau de Starfleet stipule que le médecin-chef est la seule personne à pouvoir donner un ordre au capitaine et pouvoir le mettre aux arrêts pour raisons médicales.
Pourtant, à de nombreuses occasions, le capitaine montre un comportement anormal et potentiellement dangereux pour l'équipage. Malgré le fait évident qu'il n'est plus lui-même, elle le laisse prendre le dessus et lui donner des ordres malgré sa demande de passer un examen psychiatrique, demande à laquelle il était obligé d'accéder étant donné que le médecin a autorité sur le capitaine dans ce domaine.
Pour la sécurité du vaisseau, son devoir aurait été de mettre le capitaine aux arrêts dès les premiers signes d'hostilité et de changement dans sa personnalité.

### Épisode 7:Justice
Titre originalJustice
Numéro7 (1–7)
Scénariste(s)Worley Thorne
Réalisateur(s)James L. Conway
Diffusion(s)
- États-Unis : 9 novembre 1987

Date stellaire41255.6
RésuméL'équipage décide de prendre du repos sur la planète Rubicun III où le sport et l'amour sont érigées en valeurs culturelles. Après avoir détruit un parterre de fleurs, Wesley Crusher est condamné à mort, l'unique sanction prévue la loi divine. Une immense machine se matérialise devant l'Enterprise et déclare protéger la planète et ses enfants.
Anecdote
Dans cet épisode, le capitaine Picard évoque à de nombreuses reprises la directive première — qui stipule qu'un premier contact ne peut être effectué si la civilisation ne dispose pas de la technologie de distortion — alors qu'il la viole lui-même dès le début de l'épisode en contactant le peuple pré-distortion vivant sur Rubicun III.

### Épisode 8:La Bataille
Titre originalThe Battle
Numéro8 (1–8)
Scénariste(s)Herbert Wright
Réalisateur(s)Rob Bowman
Diffusion(s)
- États-Unis : 16 novembre 1987

Date stellaire41723.9
RésuméAprès avoir attendu une réponse à leurs messages pendant trois jours, le capitaine Picard constate que les Ferengis ont découvert le Stargazer, son ancien vaisseau.

### Épisode 9:Dans la peau de Q
Titre originalHide and Q
Numéro9 (1–9)
Scénariste(s)C.J. Holland et Gene Roddenberry
Réalisateur(s)Cliff Bole
Diffusion(s)
- États-Unis : 23 novembre 1987

Date stellaire41590.5
RésuméAlors que l'Entreprise D doit secourir les survivants d'une colonie sur la planète Sigma III, Q fait sa réapparition pour offrir des pouvoirs identiques aux siens à Picard, qui refuse; puis à Riker, qui hésite.

### Épisode 10:Haven
Titre originalHaven
Numéro10 (1–10)
Scénariste(s)Tracy Tormé
Réalisateur(s)Richard Compton
Diffusion(s)
- États-Unis : 30 novembre 1987

Date stellaire41294.5
RésuméLwaxana Troi, la mère de Deanna, arrive sur l'Entreprise D avec un mari et des beaux-parents pour sa fille. Mais le fiancé de Deanna est amoureux depuis toujours d'une autre femme qui lui apparaît en rêve.

### Épisode 11:Le Long Adieu
Titre originalThe Big Goodbye
Numéro11 (1–11)
Scénariste(s)Tracy Tormé
Réalisateur(s)Joseph L. Scanian
Diffusion(s)
- États-Unis : 11 janvier 1988

Date stellaire41997.7
RésuméÀ la suite d'un incident avec le holodeck, Picard, Data et le Dr Crusher sont retenus par un dangereux gangster dans une simulation qui devient beaucoup trop réelle à leur goût. Cette simulation, créée par Picard, est fondée sur le personnage de Dixon Hill, un détective privé de Chicago pendant la prohibition.

### Épisode 12:Data et Lore
Titre originalDatalore
Numéro12 (1–12)
Scénariste(s)Robert Lewin et Gene Roddenberry
Réalisateur(s)Rob Bowman
Diffusion(s)
- États-Unis : 18 janvier 1988

Date stellaire41242.4
RésuméL'équipage visite la colonie dévastée d'Omicron Thêta. C'est dans cette colonie que vivait le Dr Noonien Soong, créateur de Data, et que ce dernier fut découvert. Au cours de son exploration, l'équipe découvre les pièces d'un frère jumeau de Data et décide de le réassembler. Lore, le nouveau robot, accompagne l'équipage à bord de l'Enterprise.

### Épisode 13:Angel One
Titre originalAngel One
Numéro13 (1–13)
Scénariste(s)Patrick Barry
Réalisateur(s)Michael Rhodes
Diffusion(s)
- États-Unis : 25 janvier 1988

Date stellaire41636.9
RésuméL'équipage de l'Entreprise D enquête sur la disparition du vaisseau SS Odin, en 2357, à la suite d'une collision avec des astéroïdes. Quatre membres d'équipage rescapés ont trouvé refuge sur Angel One, une planète dirigée par les femmes.
Anecdote
A 6:50, l'enseigne Wesley Crusher lance accidentellement une boule de neige sur le Capitaine Picard. Or, il est impossible que la neige puisse sortir du holodeck, car elle est faite en projection photonique (comme tout ce qui est créé dans le holodeck) générés par des capteurs à l’intérieur de l’espace holodeck. En conclusion, la neige aurait dû se dématérialiser en quittant la pièce et Picard n'aurait pas du la sentir ni la voir sur son uniforme.
Par exemple, dans Star Trek Voyager, le HMU (Hologramme médical d'urgence) est également matérialisé par une projection photonique grâce à des capteurs placées dans l'infirmerie du vaisseau, il est donc incapable de quitter cette pièce sans émetteur portable.

### Épisode 14:11001001
Titre original11001001
Numéro14 (1–14)
Scénariste(s)Maurice Hurley et Robert Lewin
Réalisateur(s)Paul Lynch
Diffusion(s)
- États-Unis : 1er février 1988

Date stellaire41365.9
RésuméTandis que l'Entreprise est arrimé à une gigantesque station orbitale pour y subir des travaux de maintenance matérielle et logicielle, des Binars, un groupe d'extraterrestres, prennent possession du vaisseau.

### Épisode 15:Un trop court moment
Titre originalToo Short a Season
Numéro15 (1–15)
Scénariste(s)Michael Michaelian et D.C. Fontana
Réalisateur(s)Cliff Bole
Diffusion(s)
- États-Unis : 8 février 1988

Date stellaire41309.5
RésuméL'Enterprise accueille à son bord un vieil amiral de la Fédération qui doit négocier la libération d'otages retenus par des terroristes. L'amiral prend un traitement qui provoque son rajeunissement.

### Épisode 16:Quand la branche casse
Titre originalWhen the Bough Breaks
Numéro16 (1–16)
Scénariste(s)Hannah Louise Shearer
Réalisateur(s)Kim Manners
Diffusion(s)
- États-Unis : 15 février 1988

Date stellaire41509.1
RésuméL'Enterprise reçoit des signaux en provenance du système Ypsilon Minus. Riker raconte alors la légende d'une planète invisible de ce système et de sa civilisation très avancée. Au même moment, une planète apparaît subitement sur l'écran de la salle de contrôle.

### Épisode 17:Terre natale
Titre originalHome Soil
Numéro17 (1–17)
Scénariste(s)Robert Sabaroff
Réalisateur(s)Corey Allen
Diffusion(s)
- États-Unis : 22 février 1988

Date stellaire41463.9
RésuméL'Enterprise approche d'une planète en cours de terraformation. Dans la station au sol, un membre de l'équipe de terraformation est bientôt tué par un laser automatique.

### Épisode 18:L'Âge de maturité
Titre originalComing of Age
Numéro18 (1–18)
Scénariste(s)Sandy Fries
Réalisateur(s)Michael Vejar
Diffusion(s)
- États-Unis : 14 mars 1988

Date stellaire41416.2
Invité(s)
- Ward Costello (Contre-Amiral Gregory Quinn)
- Robert Schenkkan (en) (Lieutenant-Commandeur Dexter Remmick)

RésuméL'Enterprise reçoit la visite d'un amiral de Starfleet qui annonce au commandant Picard qu'il va faire l'objet d'une enquête. Pendant ce temps, le jeune Wesley Crusher passe un test pour entrer à Starfleet Academy.

### Épisode 19:Gloire et patrie
Titre originalHeart of Glory
Numéro19 (1–19)
Scénariste(s)Maurice Hurley
Réalisateur(s)Rob Bowman
Diffusion(s)
- États-Unis : 21 mars 1988

Date stellaire41503.7
RésuméLa Fédération demande à l'Enterprise d'enquêter sur un vaisseau à la dérive dans une zone neutre de l'espace. L'équipage y découvre trois guerriers klingons.

### Épisode 20:L'Arsenal de la liberté
Titre originalThe Arsenal of Freedom
Numéro20 (1–20)
Scénariste(s)Richard Manning et Hans Beimler
Réalisateur(s)Les Landau
Diffusion(s)
- États-Unis : 11 avril 1988

Date stellaire41798.2
RésuméL'Enterprise approche de la planète Minos dont toute forme de vie a disparu de manière inexpliquée. Lorsqu'ils approchent, les systèmes de défense robotisés au sol et dans l'espace s'activent.

### Épisode 21:Symbiose
Titre originalSymbiosis
Numéro21 (1–21)
Scénariste(s)Robert Lewin, Richard Manning, Hans Beimler
Réalisateur(s)Win Phelps
Diffusion(s)
- États-Unis : 18 avril 1988

Date stellaireinconnue
RésuméL'Enterprise est sous l'influence d'un immense soleil qui perturbe ses instruments quand le vaisseau reçoit l'appel de détresse d'un vaisseau cargo.

### Épisode 22:L'Essence du mal
Titre originalSkin of Evil
Numéro22 (1–22)
Scénariste(s)Joseph Stefano, Hannah Louise Shearer
Réalisateur(s)Joseph L. Scanlan
Diffusion(s)
- États-Unis : 25 avril 1988

Date stellaire41601.3
RésuméPendant que l'Enterprise recharge les cristaux de son générateur principal, une navette qui transporte Deanna s'échoue sur une planète déserte. Lorsqu'une équipe se téléporte sur les lieux du crash, elle est confrontée à une créature surpuissante.
Anecdote
C'est durant cet épisode que meurt le Lieutenant Natasha "Tasha" Yar.

### Épisode 23:Paris sera toujours Paris
Titre originalWe'll Always Have Paris
Numéro23 (1–23)
Scénariste(s)Deborah Dean Davis et Hannah Louise Shearer
Réalisateur(s)Robert Becker
Diffusion(s)
- États-Unis : 2 mai 1988

Date stellaire41697.9
RésuméL'Enterprise reçoit un message de détresse du docteur Paul Mannheim provenant du système Pegasus Minor. Le scientifique, que le commandant Picard a connu à Paris pendant ses études, est un spécialiste des distorsions temporelles.

### Épisode 24:Conspiration
- États-Unis : 9 mai 1988

- Jonathan Farwell (Capitaine Walker Keel)
- Michael Berryman (Capitaine Rixx)
- Ursaline Bryant (Capitaine Tryla Scott)
- Ray Reinhardt (Vice-Amiral Aaron)
- Henry Darrow (Contre-Amiral Savar)
- Ward Costello (Contre-Amiral Gregory Quinn)
- Robert Schenkkan (en) (Lieutenant-Commandeur Dexter Remmick)

### Épisode 25:La Zone Neutre
Titre originalThe Neutral Zone
Numéro25 (1–25)
Scénariste(s)Maurice Hurley
Réalisateur(s)James L. Conway
Diffusion(s)
- États-Unis : 16 mai 1988

Date stellaire41986.0
RésuméPendant que le capitaine Picard participe à une conférence, Data et Worf décident d'explorer une ancienne capsule terrienne qui dérive dans l'espace. À l'intérieur, ils découvrent trois passagers en sommeil cryogénique.